# Rue Condorcet (Paris)
Pour les articles homonymes, voir Rue Condorcet.
La rue Condorcet est une voie du 9e arrondissement de Paris, en France.

## Situation et accès
La rue Condorcet est une voie publique située dans le 9e arrondissement de Paris. Elle débute au 59, rue de Maubeuge et se termine au 58, rue des Martyrs.
Le quartier est desservi par la ligne 2 à la station Anvers.

## Origine du nom

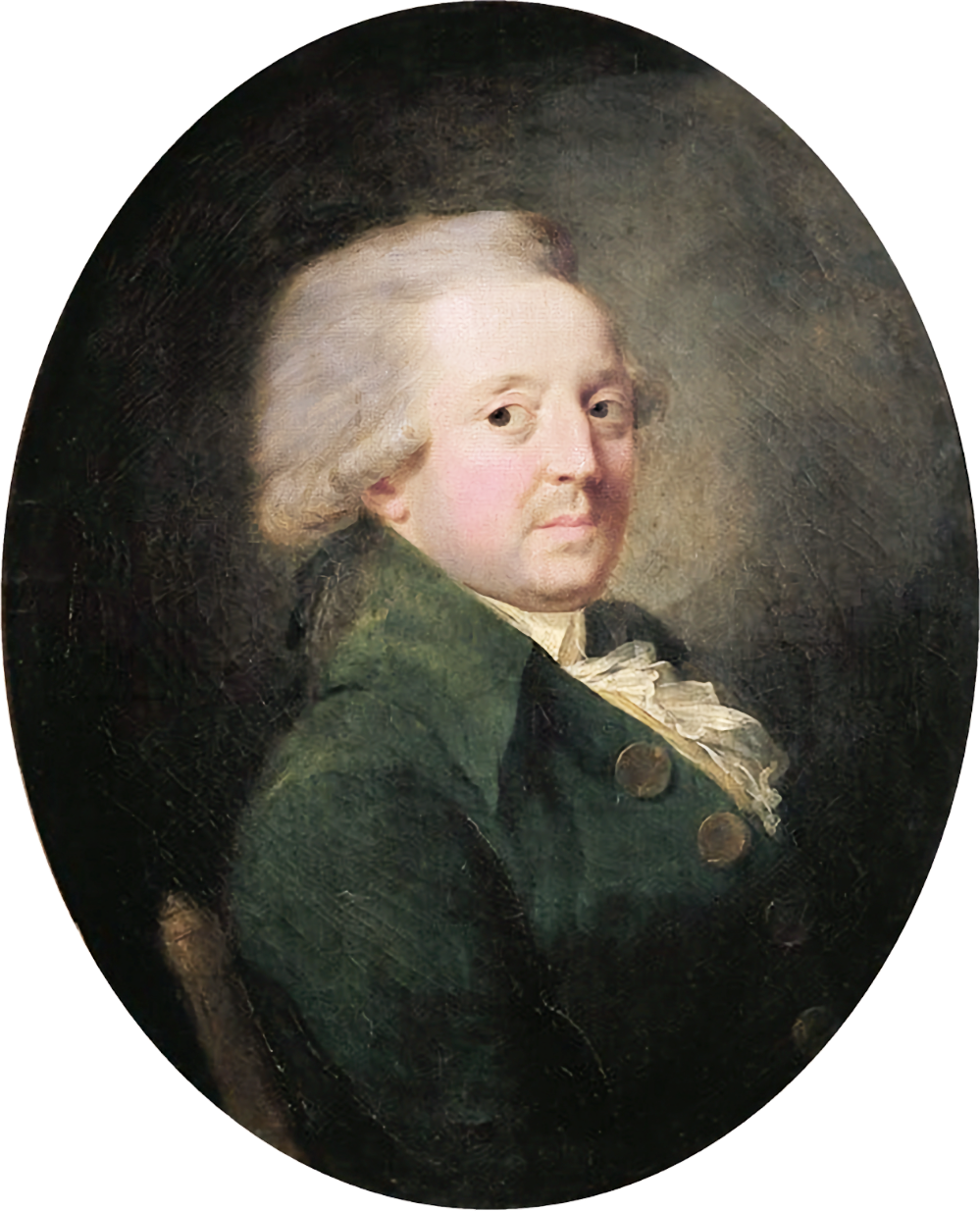
Nicolas de Condorcet.

Elle porte le nom du philosophe Nicolas de Caritat, marquis de Condorcet (1743-1794).

## Historique
La « rue Laval prolongée », à cause de l'ancienne rue Laval dont elle était le prolongement, fut ouverte et réaménagée en 1860 entre la rue Rodier et la rue des Martyrs.
En 1861, une nouvelle partie voit le jour, en absorbant l'ancienne cité Turgot, à partir de la rue de Maubeuge et se termine en impasse. En 1865, les deux morceaux de la voie sont reliés entre eux entre la rue Rodier et la fin de l'impasse, sur les terrains appartenant à la Compagnie parisienne du gaz.
Cette voie porta le nom de « rue de Laval prolongée » avant prendre sa dénomination actuelle le 10 août 1868 :

« Napoléon, etc., 

Sur le rapport de notre ministre secrétaire d’État au département de l'Intérieur,
Vu l'ordonnance du 10 juillet 1816 ;
vu les propositions de M. le préfet de la Seine ;
Avons décrété et décrétons ce qui suit :
Article 5. — Les trois voies en cours d'exécution aux abords du temple évangélique projeté, seront dénommées ainsi qu'il suit :
la première, située entre les rues de Maubeuge et des Martyrs, au sud du dit temple, prendra le nom de rue Hippolyte-Lebas ;
la deuxième, située entre les mêmes voies, au nord dudit temple, celui de rue Choron ;
la troisième, ouverte en prolongement de la voie privée dite rue Neuve-Bossuet, celui de rue Milton ;
la voie dite rue de Laval prolongée, située entre les rues de Maubeuge et des Martyrs, recevra le nom de rue Condorcet.
Etc.
Article 17. — Notre ministre secrétaire d'État au département de l'Intérieur est chargé de l'exécution du présent décret.
Fait au palais de Fontainebleau, le 10 août 1868. »

## Bâtiments remarquables et lieux de mémoire

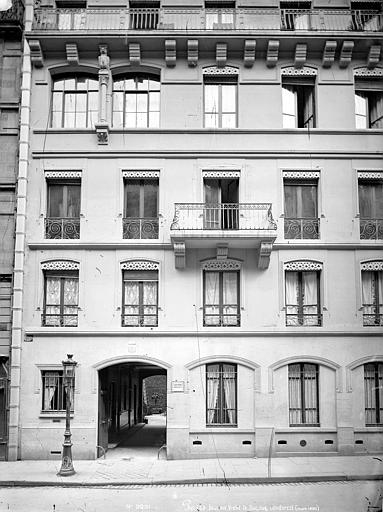
No 68.

- No 21 : la photographe Cosette Harcourt (1900-1976), est née à cette adresse.
- No 25 : le peintre suédois Carl Wilhelmson (1866-1928) était domicilié à cette adresse en 1897[2]
- No 26 : Jules Salmson (1823-1902), sculpteur, demeure à cette adresse en 1867.
- No 34 : l'acteur et metteur en scène Aurélien Lugné-Poë y vécut avec sa femme, la comédienne Suzanne Desprès.
- No 40 : le dramaturge du théâtre de boulevard Henri Bernstein et Gilbert Duprez y habitèrent.
- No 51 bis : l'actrice française et animatrice de radio, Jane Sourza, y vécut jusqu'à sa mort en 1969.
- No 60 : le compositeur et pianiste Francis Thomé y vécut jusqu'à sa mort, en 1909. Albert Cahen (pédagogue) y a vécu.
- No 68 : immeuble construit par l'architecte Viollet-le-Duc en 1862, qui en fit sa résidence parisienne jusqu'à sa mort[3].